# Nikolla Naço
Nikolla Naço (n. 1843, Korçë, Ioannina Eyalet⁠(d), Imperiul Otoman – d. 24 aprilie 1913, București, România) a fost un activist, revoluționar, jurnalist și patriot albanez. A fost o personalitate marcantă implicată în Renașterea Națională Albaneză și un membru important al emigrației albaneze din România.

## Biografie
Născut în Korçë, a emigrat de tânăr, mai întâi în Egipt, apoi în România. În București, în 1884, s-a alăturat societății albaneze „Drita”. Nemulțumit de platforma politică a acesteia, în 1886 a criticat în repetate rânduri conducerea pentru lentoarea în abordarea chestiunilor culturale și lipsa unei publicații proprii. În ianuarie 1885, a propus o rezoluție în acest sens. De asemenea, a criticat atitudinea ezitantă a unor membri față de Biserica Ortodoxă Greacă. Datorită activismului său, a fost ales președinte al societății „Drita”. Ca orator talentat, a atras de partea sa membri noi, în special emigranți albanezi săraci din România.
O sciziune în cadrul „Drita” a apărut între diaspora albaneză bogată și noii emigranți, Naço susținându-i pe cei din urmă și formând o facțiune separată. În timp ce „Drita” promova evitarea interferențelor externe și bazarea pe forțele proprii, Naço insista asupra sprijinului extern pentru eliberarea Albaniei. El a pledat pentru cooperarea între albanezi și aromânii din Macedonia, Albania și regiunea Pindului, considerând că astfel ar putea obține asistență politică și materială din partea României, care avea interese în sprijinirea aromânilor și ar fi câștigat simpatia Triplei Alianțe. Pentru a asigura sprijinul deplin al României, Naço a propus unirea mișcărilor naționale albaneze și aromâne într-un stat comun, capabil să se opună ambițiilor Muntenegrului, Serbiei, Bulgariei și Greciei.
Majoritatea albanezilor implicați în mișcarea națională nu au fost de acord cu criticile și pozițiile politice ale lui Naço. Drept urmare, Anastas Avramidhi-Lakçe, fondatorul inițial al „Drita”, s-a distanțat de facțiunea lui Naço și a înființat organizația "Dituria". Ca răspuns, la 9 ianuarie 1887, Naço și susținătorii săi au format o nouă organizație numită „Societatea Albanezilor «Drita»”, compusă din câțiva membri aromâni și albanezi, având români ca membri de onoare. Platforma societății promova cooperarea culturală și politică între albanezi și aromâni. Foștii aliați, Lakçe și Naço, au devenit rivali, susținătorii lui Lakçe acuzându-i pe cei din jurul lui Naço de spionaj. Naço considera că "Dituria" era creația ambasadorului rus și a revoluționarilor bulgari. În momentul formării sale, "Dituria" a primit sprijinul lui Sami Frashëri, ceea ce a diminuat influența politică a lui Naço și a slăbit „Drita” în România.

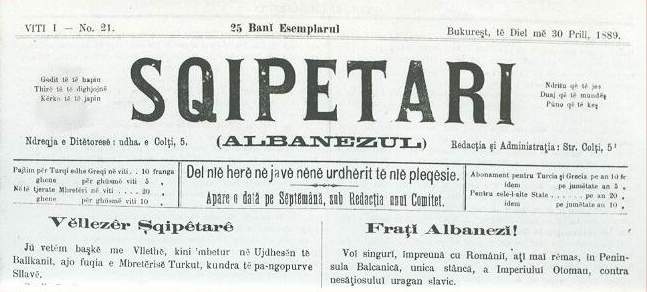
Ziarul Albanezul în 1889

Naço s-a opus alfabetului albanez de la Istanbul, preferând un alfabet exclusiv latin, considerându-l esențial pentru unirea albanezilor. Pentru toate publicațiile sale, a folosit un alfabet bazat pe cel românesc, iar atât societatea sa, cât și publicațiile acesteia au fost finanțate de România. În 1888, a fondat "Shqiptari" ("Albanezul"), cea mai veche gazetă albaneză din România, publicată săptămânal în franceză, albaneză și română. Deși a avut perioade lungi de întrerupere, ziarul a durat câțiva ani. În paginile "Shqiptari", Naço l-a acuzat pe Aladro Castriota, un pretendent la tronul albanez, că ar fi un agent al Rusiei. Din punct de vedere politic, „Drita” sub conducerea lui Naço nu a avut succes, iar realizările culturale au fost modeste. Printre angajații revistei Albanezul se numără și Aleksander Stavre Drenova, autorul viitorului imn național al Albaniei.

## Relațiile cu Austro-Ungaria și Italia
În încercarea de a obține sprijin pentru cauza albaneză, Nikolla Naço a apelat la Austro-Ungaria și Italia. În 1892, i-a trimis o scrisoare regelui Umberto I al Italiei, în care descria dificultățile întâmpinate de albanezi în dezvoltarea lor națională și solicita sprijin italian pentru intervenții politice în Imperiul Otoman. Naço considera că, prin susținerea Italiei și Austro-Ungariei, Albania ar putea obține o mai mare autonomie și protecție împotriva presiunilor venite din partea Greciei, Serbiei și Bulgariei. 

## Perioada târzie și decesul
După ce și-a pierdut influența politică în mișcarea națională albaneză, Naço și-a continuat activitatea în București, concentrându-se pe promovarea culturii albaneze și menținerea legăturilor cu diaspora. Deși idealurile sale unioniste nu s-au materializat, contribuția sa la dezvoltarea presei albaneze și la conștientizarea identității naționale a fost semnificativă.

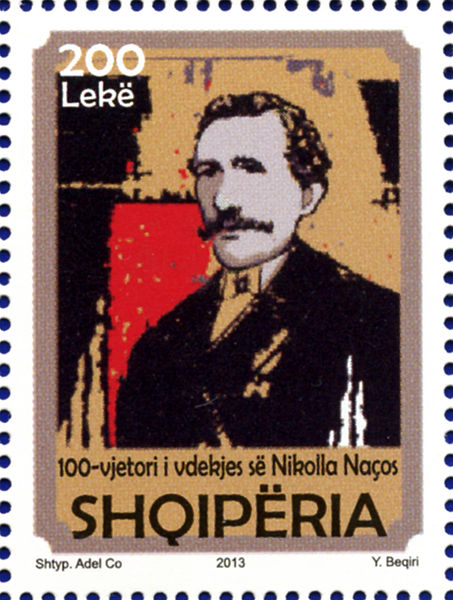
Naço pe un timbru albanez din 2013

Nikolla Naço a murit pe 24 aprilie 1913 la București, în pragul proclamării independenței Albaniei. Este înmormântat în Cimitirul Sfânta Vineri din București, dar mormântul său nu a fost păstrat. Deși nu a fost recunoscut pe deplin în timpul vieții sale, activitatea sa a avut un impact important asupra mișcării de renaștere națională albaneză.